# Paragraecia integra
Paragraecia integra är en insektsart som beskrevs av Sigfrid Ingrisch 1998. Paragraecia integra ingår i släktet Paragraecia och familjen vårtbitare. Inga underarter finns listade i Catalogue of Life.